# Тера-
тера- (Т) — префікс у системі SI, що позначає 1012 (1 000 000 000 000, один трильйон).
Префікс затверджено 1960 року. Походить від грецького слова τέρας, що означає чудовисько, тобто одиниць зі вказаним префіксом «жахливо багато».

## Застосування
У українській мові у сьогодення застосовується у сфері комп'ютерів, як позначення об'єму даних (1 ТБ — один терабайт), а також у сфері енергетики для міжнародного порівняння даних паливно-енергетичних балансів країн (Тераджоуль). В інших областях знань, де доводиться стикатися з величинами подібного порядку, воліють використовувати слово трильйон, або уточнення, що зазначену кількість слід помножити на десять у дванадцятому ступені.